# صلاح القروي
صلاح قروي (مواليد 11 سبتمبر 1951) هو لاعب كرة قدم. يلعب مع منتخب تونس لكرة القدم. سبق له أن لعب في كأس العالم لكرة القدم مع منتخب بلاده.

## روابط خارجية
- صلاح قروي على موقع الاتحاد الدولي (مؤرشف)  (الإنجليزية)
- صلاح قروي على موقع قاعدة بيانات كرة القدم.إي يو (الإنجليزية)
- صلاح قروي على موقع ناشيونال فوتبول تيمز (الإنجليزية)
- صلاح قروي على موقع عالم كرة القدم.نت (الإنجليزية)